# Lachenalia mutabilis
Lachenalia mutabilis är en sparrisväxtart som beskrevs av Robert Sweet. Lachenalia mutabilis ingår i släktet Lachenalia och familjen sparrisväxter. Inga underarter finns listade i Catalogue of Life.